# توماس تشالمرز
توماس تشالمرز (بالإنجليزية: Thomas Chalmers)‏ (17 مارس 1780 - 31 مايو 1847)، كان قسًا اسكتلنديًا وأستاذًا في علم اللاهوت وخبيرًا سياسيًا وزعيمًا لكل من كنيسة إسكتلندا وكنيسة إسكتلندا الحرة، وقد أطلق عليه لقب «أعظم رجل دين في القرن التاسع عشر في إسكتلندا». شغل منصب نائب رئيس الجمعية الملكية في إدنبرة من 1835-1842. سميت مدينة بورت تشالمرز النيوزيلندية باسمه. يمكن إيجاد تمثال نصفي له معروض في قاعة الأبطال لنصب والاس الوطني في ستيرلنغ. سمي مركز توماس شالمرز في كيركليستون على اسمه.

## مطلع حياته
ولد في انستروثر في فايف لإليزابيث هول وجون تشاملرز الذي كان تاجرًا.
عندما بلغ من العمر 11 عامًا، حضر تشالمرز إلى جامعة سانت أندروز لدراسة الرياضيات. في يناير من العام 1799، حصل على ترخيص من كنيسة القديس أندروز ليصبح مبشرًا بالإنجيل. في مايو من العام 1803، بعد حضور عدة دورات ومحاضرات في جامعة إدنبرة، وبعدما عمل مساعدًا لأستاذ الرياضيات في سانت أندروز، عُيّن كاهنًا لكيلماني، على بعد حوالي 9 أميال من المدينة الجامعية، حيث واصل المحاضرة. كانت كيلماني أبرشية صغيرة يغلب عليها الطابع الزراعي، وكان عدد سكانها أقل من 800 نسمة عام 1811.

## محاضر وكاهن
أثار تشالمرز قضية في جامعة سانت أندروز حول جودة تدريس الرياضيات، فهاجم أستاذ الفلسفة الطبيعية جون روثرم. كانت محاضراته في الرياضيات تثير حماس الحاضرين، لكن السلطات الجامعية أوقفتها، ففتح فصولًا لتدريس المادة على حسابه الخاص، جاذبًا العديد من الطلاب، كما ألقى مجموعة محاضرات في الكيمياء وخدم كاهنًا في رعيته في كيلماني. عام 1805، رُشّح لمنصب أستاذ الرياضيات الشاغر في جامعة إدنبرة، لكنه لم يدرك مبتغاه.
عام 1815، أصبح كاهنًا لكنيسة ترون في غلاسكو على الرغم من معارضة شديدة له في مجلس المدينة بسبب تعاليمه الإنجيلية. انتشرت من غلاسكو سمعته كداعية في جميع أنحاء المملكة المتحدة. عندما زار لندن كتب صمويل ويلبرفورس «كل العالم متحمس للدكتور تشالمرز.» في هذا الوقت، كان تشاملرز يعيش في قصر ويلنجتون في غلاسكو.

## عمله الأبرشي
في نوفمبر من العام 1817، استغلّ تشالمرز مأتمًا للأميرة شارلوت في ويلز للمطالبة بجهود مسيحية للتعامل مع الحالة الاجتماعية في غلاسكو. كانت رعيته تضم حوالي 11000 شخص، ثلثهم لم يكن لديه أي صلة بأي كنيسة. كان يعتبر أن المنظمات الأبرشية لم تواكب المدينة مع تزايد عدد السكان. أعلن أنه ينبغي بناء عشرين كنيسة جديدة، مع الأبرشيات، في غلاسكو، وبدأ العمل على إنعاش الاقتصاد الأبرشي القديم في اسكتلندا. وافق مجلس البلدة على بناء كنيسة جديدة، رُبط بها أبرشية تضم 10000 شخص معظمهم من النساجين والعمال وعمال المصانع، وقد عُرضت هذه الكنيسة على تشالمرز.
في سبتمبر من العام 1819، أصبح كاهنًا لكنيسة وأبرشية القديس يوحنا، حيث من بين أكثر من 2000 عائلة، 800 لم تكن على أي صلة بأي كنيسة مسيحية. بدأ بتكريس نفسه لتوفير المدارس للأطفال، فأنشأ مدرستين مع أربعة معلمين، حيث تم تعليم 700 طفل برسوم معتدلة. قسّمت الرعية إلى 25 مقاطعة في كل منها 60 إلى 100 عائلة. كان تشالمرز مركز النظام بأكمله، وكان يزور كل العائلات ويعقد اجتماعات مسائية معها.

## فيلسوف أخلاقي ولاهوتي
عام 1823، قبل تشالمرز وظيفة أستاذ الفلسفة الأخلاقية في جامعة سانت أندروز، وهو العرض الأكاديمي السابع الذي قُدّم له خلال سنواته الثمانية في غلاسكو. قادت محاضراته بعض الطلاب إلى تكريس أنفسهم للجهد التبشيري. كان من بين تلاميذه وليام ليندساي ألكساندر وألكساندر داف وجيمس آيتكن ويلي. في هذه الفترة زار روبرت موريسون وجوشوا مارشمان سانت أندروز.
في نوفمبر من العام 1828، نُقل تشالمرز لتدريس اللاهوت في جامعة إدنبره حيث أدخل مفهومًا جديدًا يقوم على اختبارٍ شفهي لطلابه بعد انتهاء محاضراته، كما أدخل الكتب الدراسية إلى المنهاج.
انتخب تشاملرز عام 1834 زميلًا في الجمعية الملكية لإدنبرة، وفي نفس العام أصبح عضوًا منتدبًا في معهد فرنسا. منحته أكسفورد عام 1835 درجة الدكتوراه في القانون المدني. في هذا الوقت، كان يعيش في موراي إيستيت في الطرف الغربي من إدنبرة.
أصبح عام 1834 قائد القسم الإنجيلي للكنيسة الإسكتلندية في الجمعية العامة. عُيّن رئيسًا للجنة تمديد الكنيسة، وبهذه الصفة قام بجولة عبر جزء كبير من إسكتلندا، حيث ألقى المحاضرات وعقد اجتماعات عامة. كما أصدر العديد من الطعون ليستقيل عام 1841. عندما استقال من منصبه مقررًا للجنة تمديد الكنيسة، أعلن أنه خلال سبع سنوات قد تمت المساهمة بمبلغ 300000 جنيه إسترليني، وبُني 220 كنيسة جديدة. لم تفلح جهوده في حث حكومة ويغ على المساعدة في هذه الجهود.
عام 1840، فشل تشالمرز في محاولته الحصول على كرسي الألوهية في جامعة غلاسكو. ذهب المنصب إلى المعتدل ألكسندر هيل.

## وفاته
في 28 مايو من العام 1847، عاد تشالمرز إلى منزله في تشرش هيل في مورنينغسايد قرب إدنبرة من رحلة إلى لندن حول موضوع التعليم الوطني. في اليوم التالي (السبت) كان يعمل على إعداد تقرير إلى الجمعية العامة للكنيسة الحرة. يوم الأحد، الثلاثون من مايو، واصل عمله بصحته وروحه المعتادة، ثم خلد للراحة بنية النهوض في ساعة مبكرة لإنهاء تقريره. اكتُشف ميتًا في فراشه في اليوم التالي. دُفن تشالمرز في مقبرة غرانج في 4 يونيو، ليكون أول من يدفن هناك.

## أعماله
أسفرت سنوات تشالمرز الأكاديمية نتاجًا غزيرًا من أنواع مختلفة لتملأ كتاباته أكثر من 30 مجلداً. كان المعاصرون يعتبرونه لاهوتيا طبيعيا. نُشرت سلسلة من خطبه حول العلاقة بين اكتشافات علم الفلك والوحي المسيحي في يناير من العام 1817، وفي غضون عام جرى التداول بتسع طبعات و20000 نسخة.

### الاقتصاد السياسي
عام 1808، نشر تشالمرز تحقيقًا حول مدى الموارد الوطنية واستقرارها، وهي مساهمة في المناقشة التي خلقتها السياسة التجارية لنابليون بونابارت.
نشر عام 1826 مجلداً ثالثاً عن «الاقتصاد المسيحي والمدني للمدن الكبيرة»، وهو استمرار للعمل الذي بدأ في سانت جونز، غلاسكو. ثم نشر عام 1832 كتاب «اقتصاد سياسي»، الذي كان الغرض الرئيسي منه هو المجادلة بأن الحالة الاقتصادية الصحيحة للجماهير تعتمد على حالتها الأخلاقية الصحيحة، وبالتالي فإن هذه السمة هي أمّ الراحة وليس العكس.

## عائلته
تزوجت ابنة تشالمرز الكبرى آن من ويليام حنا، الذي كتب سيرة حياة طويلة لحماه.
أسس شقيقه تشارلز تشالمرز مدرسة قلعة ميرشيستون. كان ديفيد تشارلز، ابن شقيق توماس، صناعياً بارزًا ومالكًا لشركة كوان وشركاه للأعمال الورقية.

## روابط خارجية
- توماس تشالمرز على موقع الموسوعة البريطانية (الإنجليزية)
- توماس تشالمرز على موقع إن إن دي بي (الإنجليزية)